# Zebronia
Zebronia is een geslacht van vlinders uit de familie van de grasmotten (Crambidae), uit de onderfamilie van de Spilomelinae. De wetenschappelijke naam van dit geslacht is voor het eerst voorgesteld door Jacob Hübner in een publicatie uit 1821.

## Soorten
- Z. discerptalis Walker, 1866
- Z. mahensis (Fletcher T. B., 1910)
- Z. ornatalis Leech, 1889
- Z. phenice (Cramer, 1782)
- Z. trilinealis Walker, 1866
- Z. virginalis Viette, 1958